# One Nation Under a Groove
One Nation Under a Groove este al zecelea album de studio al trupei Americane de funk și rock, Funkadelic, lansat în septembrie 1978 prin Warner Bros. Records. Sesiunile de înregistrare ale albumului au avut loc la United Sound Studio în Detroit, Michigan iar un cântec a fost înregistrat live pe 15 aprilie 1978 la Monroe Civic Center în Monroe, Louisiana. A fost primul album al formației cu claviaturistul și compozitorul Walter "Junie" Morrison.
One Nation Under a Groove este cel mai de succes album al grupului din punct de vedere comercial fiind lăudat și de către critici. Este privit de mulți ca fiind cel mai bun album de funk al tuturor timpurilor. Albumul a fost inclus în lista "100 de albume esențiale ale secolului 20" a revistei Vibe iar în 2003 a fost clasat pe locul 177 în Lista celor mai bune 500 de albume ale tuturor timpurilor stabilită de revista Rolling Stone.

## Tracklist
1. "One Nation Under a Groove" (George Clinton, Walter Morrison, Garry Shider) (7:29)
2. "Groovallegiance" (Clinton, Morrison, Bernie Worrell) (7:00)
3. "Who Says a Funk Band Can't Play Rock?!" (Clinton, Morrison, Michael Hampton) (6:18)
4. "Promentalshitbackwashpsychosis Enema Squad (The Doo-Doo Chasers)" (Clinton, Shider, Linda Brown) (10:45)
5. "Into You" (Clinton, Morrison, William Collins) (5:41)
6. "Cholly (Funk Getting Ready to Roll!)" (Clinton, Morrison, Collins) (4:27)

## Single
- "One Nation Under a Groove" (1978)

## Componență
- Mike 'Kidd Funkadelic' Hampton, Garry Shider, Bobby Lewis, Jerome Brailey, W. Bootsy Collins, Larry Fratangelo, Tyrone Lampkin, Rodney "Skeet" Curtis, Cordell 'Boogie' Mosson, George Clinton, Raymond (Stingray) Davis, Ron Ford, Mallia Franklin, Lynn Mabry, W. 'Junie' Morrison, Dawn Silva, Greg Thomas, Jeanette Washington, Debbie Wright.